# Prodidomidae
Los prodidómidos (Prodidomidae) son una familia de arañas araneomorfas, que forman parte de los gnafosoideos (Gnaphosoidea), una superfamilia formada por siete familias entre las que destacan por su número de especies Gnaphosidae y la familia que ocupa el presente artículo.

## Distribución
Su distribución es bastante extensa. Se encuentran en África, América (Sur y Centro), sur de Europa, Sur de Asia y Australia.

## Sistemática
Con la información recogida hasta el 31 de diciembre de 2011, esta familia cuenta con 303 especies descritas comprendidas en 31 géneros:
- Anagrina Berland, 1920 (África)
- Austrodomus Lawrence, 1947 (Sudáfrica)
- Caudalia Alayón, 1980 (Cuba)
- Chileomma Platnick, Shadab & Sorkin, 2005 (Chile)
- Chileuma Platnick, Shadab & Sorkin, 2005 (Chile)
- Chilongius Platnick, Shadab & Sorkin, 2005 (Chile)
- Cryptoerithus Rainbow, 1915 (Australia)
- Eleleis Simon, 1893 (Sudáfrica)
- Encoptarthria Main, 1954 (Australia)
- Katumbea Cooke, 1964 (Tanzania)
- Lygromma Simon, 1893 (Costa Rica hastaBrasil, Galápagos)
- Lygrommatoides Strand, 1918 (Japón)
- Molycria Simon, 1887 (Australia)
- Moreno Mello-Leitão, 1940 (Chile, Uruguay , Argentina)
- Myandra Simon, 1887 (Australia)
- Namundra Platnick & Bird, 2007 (África)
- Neozimiris Simon, 1903 (EUA, México, Panamá, Islas)
- Nomindra Platnick & Baehr, 2006 (Australia)
- Oltacloea Mello-Leitão, 1940 (Brasil, Argentina)
- Plutonodomus Cooke, 1964 (Tanzania)
- Prodida Dalmas, 1919 (Filipinas, Seychelles)
- Prodidomus Hentz, 1847 (Mediterráneo, África, Australia, Asia, Venezuela, Hawaii)
- Purcelliana Cooke, 1964 (Sudáfrica)
- Theuma Simon, 1893 (África, Turkmenistán?)
- Theumella Strand, 1906 (Etiopía)
- Tivodrassus Chamberlin & Ivie, 1936 (México)
- Tricongius Simon, 1892 (Sur América)
- Wesmaldra Platnick & Baehr, 2006 (Australia)
- Wydundra Platnick & Baehr, 2006 (Australia, Malasia, Molucas)
- Zimirina Dalmas, 1919 (España, Argelia, Canarias, Sudáfrica)
- Zimiris Simon, 1882 (Circumtropical)